# 烏路柏足球會
烏路柏足球會（英語：Europa Football Club）是直布罗陀於直布羅陀超級足球聯賽角逐的隊伍。他們的球隊與其他當地所有球隊都使用温斯顿·丘吉尔大道維多利亞體育場

## 歷史
該俱樂部成立於1925年，並持續活躍至1970年。1980年代，俱樂部與College合併，改名為College Cosmos，直至2013年。2015年，俱樂部再次與College分離，名稱由College Europa改回Europa FC，而College 1975則進入了直布羅陀足球乙級聯賽。名稱變更獲得了歐洲足球協會聯盟（UEFA）的批准，直布羅陀足球協會也恢復了俱樂部在最初解散時失去的榮譽。
在1920年代末至1930年代初期間，俱樂部取得了相當大的成功，贏得了7個冠軍中的4個。然而，面對Prince of Wales等強隊時，俱樂部難以成為主要力量，並於1951-52賽季贏得了第六個也是最後一個冠軍。隨後，俱樂部的運勢逐漸下降，於1970年與College合併，但未能復甦，接下來的40年中，俱樂部在直布羅陀足球的前兩個級別之間徘徊，最後一次退出頂級聯賽是在2012-13賽季。
儘管在2013-14直布羅陀足球超級聯賽中排名第四，2014年他們成為直布羅陀第一支參加歐洲聯賽的球隊，因為他們在岩石杯中獲得了亞軍。在第一場比賽中，他們以0比3輸給了列支敦士登的FC Vaduz。第二回合主場比賽以0比1告負，總比分以0比4被淘汰。 2015年，俱樂部誕生了直布羅陀首位參加重大國際賽事的球員，卡洛斯·馬丁·布里奧內斯（Carlos Martín Briones）代表赤道畿內亞國家足球隊參加了2015年非洲國家盃。
2015年，俱樂部重新命名為原名烏路柏足球會（Europa FC）。 球隊再次參加歐洲聯賽，但由於Dimas Carrasco尚未被任命為主教練，球隊沒有教練。球隊以總比分0比9輸給了施洛雲，而新陣容因缺乏直布羅陀球員及大量西班牙球員的引入而受到球迷批評。隨後的賽季再次排名第二，但在2016年7月，烏路柏在2016年至2017年歐霸盃中首次贏得洲際杯賽，總比分3比2擊敗了埃里温凤凰。
在胡安·荷西·加拉多（Juan Jose Gallardo）的進一步投資下，許多年輕的直布羅陀球員加入了綠軍，以符合聯賽的新「本土球員規則」，其中包括後來成為國際球員的賽克斯·加羅（Sykes Garro），以及最引人注目的關鍵球員利亞姆·沃克（Liam Walker），他來自冠軍競爭對手林肯紅魔鬼。這項投資帶來了回報，林肯與歐洲隊的冠軍爭奪戰一直持續到最後一輪比賽。5月21日，憑藉利亞姆·沃克和基克·戈梅斯（Kike Gómez）的進球，球隊在對陣格拉西斯聯隊（Glacis United）的比賽中獲勝，贏得了自1952年以來的首個冠軍。一周後，綠軍贏得了2017年岩石盃，完成了球隊歷史上首次囊括佩佩·雷耶斯盃（Pepe Reyes Cup）、直布羅陀超級聯賽和岩石盃（Rock Cup）的國內三冠王。然而，在2017年7月的2017–18賽季歐洲冠軍聯賽中加時賽不敵新聖徒後，加拉多卸下了主教練職務，專注於他作為體育總監的角色。喬納森·帕拉多（Jonathan Parrado）接任球隊的管理工作。

## 榮譽

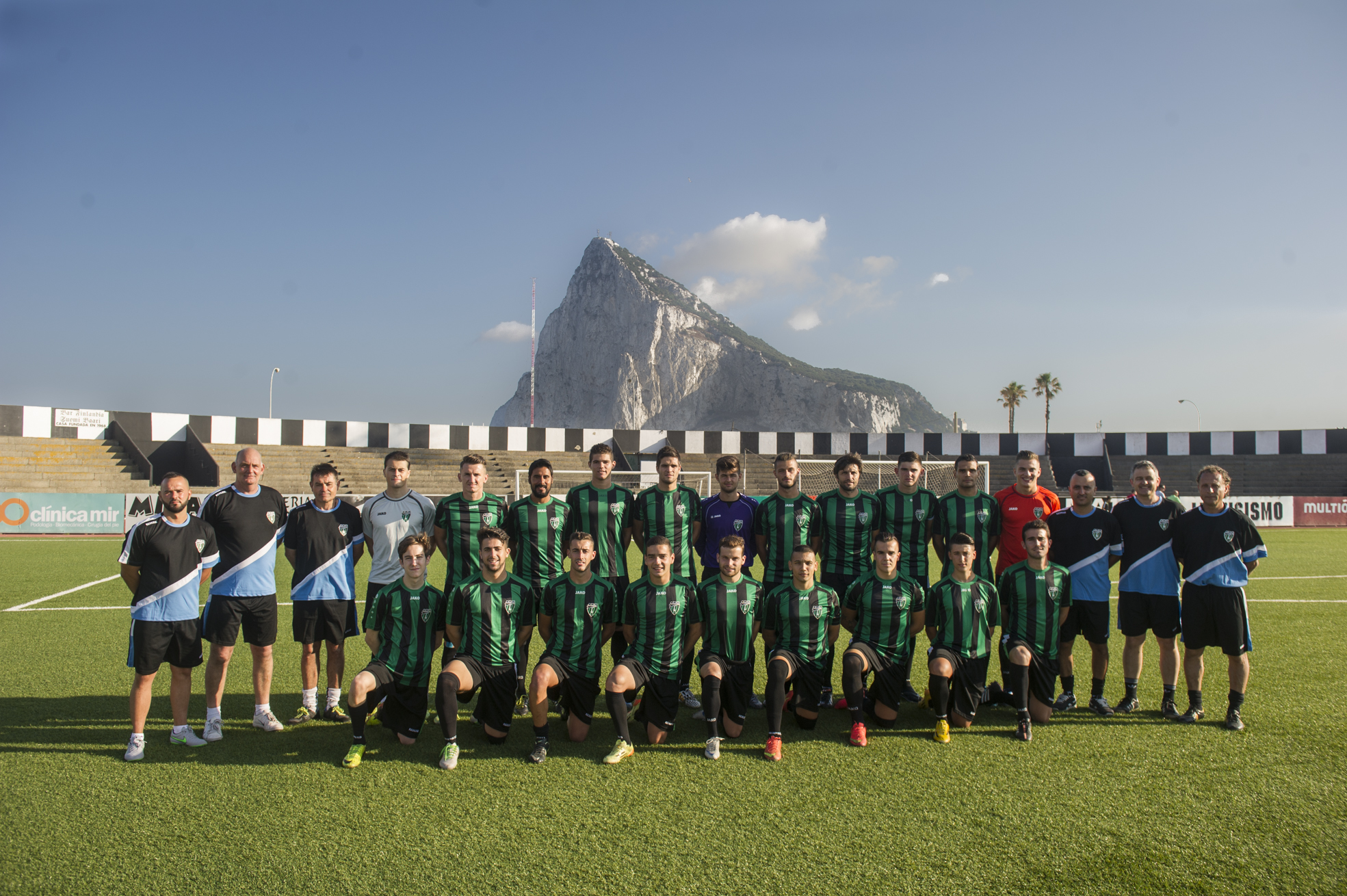
2015年6月25日陣容

- 直布羅陀超級足球聯賽

冠軍 (7): 1928–29, 1929–30, 1931–32, 1932–33, 1937–38, 1951–52, 2016–17
- 直布羅陀甲級足球聯賽

冠軍: 2012–13
- 巨岩盃

冠軍 (8): 1938, 1946, 1950, 1951, 1952, 2017, 2017–18, 2019
- 直布羅陀高級盃

冠軍: 2014–15
- 佩佩雷耶斯盃

冠軍 (4): 2016, 2018, 2019, 2021

## 歐洲賽紀錄
| 賽季    | 比賽         | 輪次         | 球隊           | 主場   | 客場 | 總比分 |
| ------- | ------------ | ------------ | -------------- | ------ | ---- | ------ |
| 2014–15 | 歐洲聯賽     | 第一輪資格賽 | 瓦杜茲         | 0–1    | 0–3  | 0–4    |
| 2015–16 | 歐洲聯賽     | 第一輪資格賽 | 布拉迪斯拉發   | 0–6    | 0–3  | 0–9    |
| 2016–17 | 歐洲聯賽     | 第一輪資格賽 | 埃里温凤凰     | 2–0    | 1–2  | 3–2    |
| 2016–17 | 歐洲聯賽     | 第二輪資格賽 | AIK            | 0–1    | 0–1  | 0–2    |
| 2017–18 | 歐洲冠軍聯賽 | 第一輪資格賽 | 新圣人         | 1–3    | 2–1  | 3–4    |
| 2018–19 | 歐洲聯賽     | 預選輪       | 普里什蒂納     | 1–1    | 0–5  | 1–6    |
| 2019–20 | 歐洲聯賽     | 預選輪       | 辛特祖利亞     | 4−0    | 2−3  | 6–3    |
| 2019–20 | 歐洲聯賽     | 第一輪資格賽 | 華沙萊吉亞     | 0–0    | 0−3  | 0–3    |
| 2020–21 | 歐洲冠軍聯賽 | 第一輪資格賽 | 貝爾格萊德紅星 | 不適用 | 0–5  | 不適用 |
| 2020–21 | 歐霸盃       | 第二輪資格賽 | 佐加頓斯       | 不適用 | 1–2  | 不適用 |
| 2021–22 | 歐洲協會聯賽 | 第一輪資格賽 | 考諾薩基列斯   | 0–0    | 0–2  | 0–2    |
| 2022–23 | 歐洲協會聯賽 | 第一輪資格賽 | 維京加高泰     | 1–2    | 0–1  | 1–3    |
| 2023–24 | 歐洲協會聯賽 | 第一輪資格賽 | 杜卡吉尼       | 2–3    | 1–2  | 3–5    |

註釋
- 第一輪資格賽: 第一輪資格賽
- 第二輪資格賽: 第二輪資格賽
- 初賽: 初賽

## 外部連結
- Official Website （页面存档备份，存于）
- 烏路柏足球會的X（前Twitter）
- College Europa FC at UEFA.com （页面存档备份，存于）